# Раст Коул
Растин Спенсер (Раст) Коул (англ. Rustin Spencer «Rust» Cohle) — вымышленный полицейский, сыгранный Мэттью Макконахи в первом сезоне телесериала-антологии «Настоящий детектив» телекомпании HBO. Коул работает детективом убойного отдела в полиции штата Луизиана (LSP) вместе со своим напарником Мартином «Марти» Хартом, которого играет Вуди Харрельсон. Сюжет первого сезона антологии посвящён делу о 17-летней охоте Коула и Харта за серийным убийцей в Луизиане.
Как сам вымышленный персонаж, так и игра Мэтью Макконахи получили признание критиков. Актёр был награждён премией «Выбор телевизионных критиков» и получил номинации на «Золотой глобус», прайм-таймовую премию «Эмми», а также премию Гильдии киноактёров США за исполнение этой роли.

## Предыстория персонажа
Коул представлен как одарённый, но погрязший в своих внутренних демонах детектив из Техаса, которого в конце 1994 года переводят из региональной целевой группы по борьбе с наркотиками в полицию штата Луизиана (LSP). Через три месяца, в январе 1995 года, ему и Харту поручают расследовать серию преступлений: жестокие, странные убийства. Охваченный призраками прошлого циник-одиночка, Коул считает, что жизнь бессмысленна, а люди — всего лишь «мыслящее мясо». Коул проводит свободное время, зацикливаясь на каждой детали преступления, собирая улики и ведя обширные записи в бухгалтерской книге, за что получает насмешливое прозвище «Фиска́л» (англ. The Taxman) от своих коллег.
Сериал постепенно раскрывает предысторию персонажа. Он родился в Южном Техасе, но вырос на Аляске. Его воспитанием занимался отец, ветеран войны во Вьетнаме (в том числе, по ходу службы, вынужденный выживать в джунглях), после того, как его родители развелись. В молодости Коул поступил в полицейское управление Хьюстона и стал детективом отдела ограблений. За несколько лет до начала основной сюжетной линии его двухлетняя дочь София погибла в автокатастрофе — трагедии, разрушившей его брак. Опустошённый потерей, Коул становился все более противоречивым в своих профессиональных методах, в конце концов самолично расправившись с наркоманом (употребляющего метамфетамины), который вколол наркотик собственному малолетнему ребёнку. Начальство предложило Коулу возможность избежать тюрьмы, став агентом под прикрытием отдела по борьбе с наркотиками в зоне с высокой степенью оборота запрещённых веществ (HIDTA). Впоследствии он занимался этим в течение четырёх лет отмечая, что этот срок был вдвое дольше, чем стандартная ротация большинства других агентов под прикрытием. Во время этого задания Коул пристрастился к наркотикам и в итоге убил трёх членов наркокартеля во время перестрелки в порту Хьюстона, при этом сам был ранен несколькими пулями.
В процессе выздоровления он был помещён в психиатрическую больницу Лаббока, а после выписки ему поступило предложение выйти на пенсию с полным денежным довольствием, однако Коул отклонил эту инициативу в пользу перевода в отдел по расследованию убийств. Затем начальство отправило его в Луизиану, где он находится только в виду рабочих обстоятельств, с трудом перенося это место и его жителей. Помимо этого, по ходу сюжета выясняется, что Коул является синестетом, и страдает флэшбеками — рефлексируя о временах, когда он будучи под прикрытием употреблял наркотики.
Действие сериала происходит в двух временных отрезках: 1995—2002 годах, когда Коул и Харт вместе работают над поиском убийцы; и 2012 году, когда Коул, который к тому времени уволился из полиции и стал алкоголиком, даёт показания детективам LSP Мэйнарду Гилбоу (Майкл Поттс) и Томасу Папаниа (Тори Киттлс) относительно расследуемой им в прошлом серии убийств. Профессиональные качества позволяют ему предугадать намерения детективов и он понимает, что они считают убийцей его. Он использует интервью, чтобы узнать, какой информаций полиция располагает о нём и его деле.

## Сюжетная арка

Фотография Коула в 2012 году

В 1995 году детективы Коул и Харт получили задание расследовать странное убийство молодой девушки Доры Лэнг, которая была изнасилована и убита, после чего насильник прикрепил к её голове оленьи рога. Детективы обнаруживают дневник Лэнг, в котором неоднократно упоминается «Каркоза» и «Жёлтый король». Позднее, среди обломков сгоревшей церкви, которую посещала Лэнг, они находят настенную роспись, изображающую схожую человеческую фигуру с рогами.
Коул и Харт работают над этим делом в течение трёх месяцев — улики приводят их к Реджи Леду (Чарльз Халфорд), который когда-то сидел в тюрьме с бывшим мужем Лэнг, Чарли Лэнгуом (Брэд Картер). Чтобы добыть дополнительную информацию Коул проникает в байкерскую банду «Железные крестоносцы», связанный с Леду, изображая наркоторговца работающего на мексиканский картель. Известный в байкерской среде под прозвищем «Крэш», он неохотно соглашается помочь им с вооружённой вылазкой, после которой планирует похитить одного из главарей банды — Рыжего (Джозеф Сикора), с которым знаком ещё со времён работы под прикрытием. Коул планирует расколоть Рыжего и заставить рассказать, где базируется Леду, занимающийся производством для байкеров кристаллического метамфетамина. Байкеры маскируются под полицейских и пытаются ограбить наркопритон в афроамериканском гетто, но из-за плохой организации налёта завязывается перестрелка, в ходе которой погибают несколько человек. Коул успевает сбежать вместе с Рыжим, который сводит его с кузеном Леду — Дьюоллом (Оулавюр Дарри Оулафссон). Однако, после короткого разговора тот начинает подозревать Коула и уезжает, однако Харт выслеживает его до лаборатории и звонит своему напарнику, рассказывая о её местоположении. Добравшись до места Харт и Коул обнаруживают, что Леду похитил и замучил двоих детей, после чего Харт в приступе ярости убивает последнего. Дьюолл пытается сбежать, однако взрывается на одной из своих самодельных наземных мин. Коул представляет доказательства в поддержку версии Харта о том, что Леду открыл по ним огонь, вынудив полицейского убить его в порядке самообороны. В итоге, их провозглашают героями, и они получают похвалы и поощрения от начальства.
В 2002 году Коул допрашивает подозреваемого, который рассказывает, что Леду и Дьюолл действовали не в одиночку. Он говорит полицейскому, что предоставит им информацию о «Жёлтом короле» в обмен на сделку о признании вины. Коул хочет продолжить расследование этой улики, однако подозреваемый совершает самоубийство в своей камере той же ночью — после странного телефонного звонка. Коул становится одержим возобновлением дела и преследует несколько зацепок, включая частную христианскую школу преподобного Билли Ли Таттла (Джей О. Сандерс), которая была закрыта из-за слухов о растлении малолетних. Таттл жалуется начальству Коула, которое отстраняет полицейского без денежного довольствия и приказывает ему оставить дело закрытым. Той же ночью жена Харта Мэгги (Мишель Монаган) приходит в квартиру Коула и соблазняет его в отместку за неверность Харта. Харт узнаёт об этом и вступает в драку со своим напарником на глазах у всего отдела. В тот же день Коул увольняется и по прошествии лет превращается в алкоголика. Сначала он возвращается на Аляску и становится там рыбаком, после чего приезжает обратно в Луизиану, где начинает работать барменом на пол ставки.
В 2012 году вновь начинают происходить убийства, подобные тем, что были в 1995-м. Коула замечают в непосредственной близости от тела жертвы, что вызывает подозрения детективов LSP Гилбоу и Папании. Они считают, что Коул мог быть тем самым убийцей семнадцатилетней давности, потому что он подталкивал Харта к каждой зацепке, которая у них была, и, казалось, знал все о мотивах преступника. Гилбоу и Папания считают, что Коул причастен к новой серии убийств. Они берут интервью у Коула и Харта, однако они оба отказываются сотрудничать с полицейскими, когда цель интервью становится ясной.
Коул встречается с Хартом, который также уволился из полицейского управления и руководит собственной частным детективным агентством, и рассказывает ему, что нашёл доказательства, ведущие к убийце. Харт настроен скептически и все ещё обижен на Коула за секс с Мэгги, но бывший напарник убеждает его помочь в расследовании, демонстрируя ему видеокассету, которую он украл из дома Таттла. Видео было снято более 20 лет назад, и на нём видно, как группа людей в масках надругается и убивает Мари Фонтено, пропавшего ребёнка, имя которого всплыло в ходе расследования 17 лет назад. Коул и Харт выслеживают главного следователя по первоначальному делу, шерифа Стива Джерачи (Майкл Харни), и допрашивают его под дулом пистолета. Джерачи сообщает им, что его начальник, покойный шериф Тед Чилдресс, приказал ему прекратить расследование; Чилдресс был одним из родственников Таттла. Вскоре они обнаруживают, что семьи Таттлов и Чилдрессов, к которым принадлежат Реджи и Дьюолл Леду, связаны родственными связями и имеют длинную историю жестокого обращения с детьми и их убийств. В конце концов они обнаруживают, что убийца — Чилдресс, и отправляются в дом покойного шерифа, чтобы провести расследование.
Коул и Харт отправляются в дом Чилдресса, где они обнаруживают, что убийцей является сын шерифа, Эррол (Гленн Флешлер), а также обнаруживают останки его отца, привязанные в сарае. Помимо этого они встречают Бетти Чилдресс (Энн Дауд), его умственно неполноценную сводную сестру, с которой у него инцест. Коул преследует Чилдресса в катакомбах за домом, которые тот называет «Каркозой». Там Коул обнаруживает идола, задрапированного жёлтым и покрытого черепами — «Жёлтого короля» — и видит галлюцинацию спиралевидного вихря, того же самого вихря, который был нарисован на многих жертвах за последние 17 лет. Чилдресс наносит удар Коулу в живот, а также нападает на Харта, но Коул спасает своего напарника, выстрелив убийце в голову. Гилбоу и Папания, которым звонит Харт, прибывают на место происшествия. Используя доказательства, собранные Хартом и Коулом, они связывают Чилдресса с десятками убийств, включая убийство Доры Лэнг.
Коул впадает в кому, во время которой чувствует любящее присутствие отца и дочери. Позже он просыпается в больнице и уходит с Хартом, а затем смотрит в ночное небо, говоря своему партнеру: «Когда-то была только тьма. А теперь свет побеждает».
Коул упоминается в третьем сезоне антологии. Он фигурирует в новостной статье 2012 года о нём с Хартом, появляющейся на экране компьютера, об их участие в раскрытии убийств, совершенных Эрролом Чилдрессом.

## Награды и номинации
Мэттью Макконахи получил признание критиков за роль Коула, став номинантом и обладателем нескольких наград, включая:
- Премия Ассоциации телевизионных критиков за личные достижения в драме (Победа)
- Премия «Выбор телевизионных критиков» за лучшую мужскую роль в драматическом сериале (Победа)
- «Золотой глобус» — лучший актёр мини-сериала или фильма (Номинация)
- Прайм-таймовая премия «Эмми» за лучшую мужскую роль в драматическом сериале (Номинация)
- Премия Гильдии киноактёров США за лучшую мужскую роль в драматическом сериале (Номинация)